# Óscar Brayson
Óscar René Brayson Vidal (* 10. Februar 1985 in Camagüey) ist ein ehemaliger kubanischer Judoka. Er gewann 2008 eine olympische Bronzemedaille.

## Sportliche Karriere
Der 1,88 m große Brayson kämpfte im Schwergewicht, in dieser Gewichtsklasse war er 2005 sowie von 2008 bis 2011 kubanischer Meister.
2005 belegte Brayson nach Niederlagen gegen den Japaner Yasuyuki Muneta und den Franzosen Pierre Robin den fünften Platz bei den Weltmeisterschaften in Kairo. Bei den Panamerikanischen Meisterschaften 2006 gewann Brayson zwei Silbermedaillen, im Schwergewicht unterlag er im Finale dem Brasilianer Daniel Hernades und in der offenen Klasse verlor er gegen den Brasilianer Carlos Honorato. Gegen die gleichen Gegner unterlag er auch bei den Panamerikanischen Meisterschaften 2007. Bei den Panamerikanischen Spielen 2007 in Rio de Janeiro gewann er den Titel im Schwergewicht gegen den Brasilianer João Schlittler. Zwei Monate nach den Panamerikanischen Spielen fanden ebenfalls in Rio de Janeiro die Weltmeisterschaften 2007 statt. Nach Niederlagen gegen den Chinesen Wei Xiangjun und den Japaner Kōsei Inoue belegte Brayson den siebten Platz. 2008 traf Brayson bei den Panamerikanischen Meisterschaften zweimal im Finale auf den Brasilianer Walter Santos, im Schwergewicht siegte Santos und in der offenen Klasse gewann Brayson. Bei den Olympischen Spielen in Peking siegte Brayson im Viertelfinale gegen Schlittler und verlor im Halbfinale gegen den Usbeken Abdullo Tangriyev. Im Kampf um die Bronzemedaille besiegte Brayson den Iraner Mohammad Reza Roudaki.
2009 gewann Brayson das Schwergewichtsfinale bei den Panamerikanischen Meisterschaften gegen João Schlittler, im Finale der offenen Klasse unterlag Brayson dessen Landsmann Luciano Corrêa. Bei den Weltmeisterschaften in Rotterdam gewann Brayson das Halbfinale gegen Abdullo Tangriyev, im Finale unterlag er dem Franzosen Teddy Riner. 2010 trat Brayson bei den Panamerikanischen Meisterschaften nur im Schwergewicht an und gewann gegen Daniel Hernandes, 2011 siegte er im Schwergewicht gegen den Brasilianer Rafael Silva. Bei den Judo-Weltmeisterschaften 2011 erreichte Brayson das Halbfinale, unterlag dann aber gegen den Deutschen Andreas Tölzer und den Russen Alexander Michailin, so dass Brayson den fünften Platz belegte. Im Finale der Panamerikanischen Spiele 2011 gewann Brayson gegen Rafael Silva. Im April 2012 revanchierte sich Silva mit einem Finalsieg bei den Panamerikanischen Meisterschaften. Bei den Olympischen Spielen in London verlor Brayson im Viertelfinale gegen Teddy Riner, nach einer Niederlage gegen den Weißrussen Ihar Makarau in der Hoffnungsrunde belegte Brayson den siebten Platz.
2013 besiegte Rafael Silva den Kubaner im Finale der Panamerikanischen Meisterschaften. Bei den Weltmeisterschaften 2013 erreichte Brayson den siebten Platz. 2014 verlor er erneut gegen Silva im Finale der Panamerikanischen Meisterschaften. Mit der Saison 2014 endete die internationale Karriere des Kubaners.